# Колихо (дольмен)
Дольмен «Колихо» — дольмен (гробница) из песчаника эпохи конца каменного века — начала бронзового века (XIX—XVIII век до н. э.). Был вывезен с первоначального местоположения из-за угрозы разрушения водами реки Колихо на Кубани; сама спасательная операция является уникальной.
Это первый в мире дольмен, который представлен в музейной экспозиции, и первый дольмен, внутри которого было найдено неразграбленное захоронение, что позволяет установить первоначальное предназначение подобных памятников.

## История
Находился в окрестностях аула Агуй-Шапсуг Туапсинского района Краснодарского края: почти на окраине поселка, приблизительно в 300 метрах от крайних домов Агуй-Шапсуга — в том месте, где в Агой впадает его левый приток Колихо.
Найден местным жителем по имени Дамир Мафагел в сентябре 2007 года на обнажившемся из-за сильного весеннего паводка участке правого берега реки Колихо. Он оказался под отложениями на трехметровой глубине, куда попал около 3 тыс. лет назад: либо сполз вместе с обрушившимся берегом, либо из-за того, что уровень дна реки значительно поднялся после того, как дольмен уже был построен. Пол дольмена в 2007 году находился практически на одном уровне с речным дном. Плита его фундамента залегала почти на 20 см ниже летнего уровня воды в реке.
Мафагел сообщил о находке археологам из Санкт-Петербургского института Истории материальной культуры РАН, которые проводили раскопки поблизости от Туапсе.
Дольмен был поврежден: «оползень снес крышу и верхнюю половину фасадной плиты, а река полностью разрушила все, что находилось перед его входом. Но контрфорсы, подпиравшие боковые стены дольмена, и окружавшая его кладка из речных валунов оставались на местах. А это означало, что дольмен выдержал напор оползня и стоит там, где его и построили». От крыши не сохранилось ни одного обломка. Двор или какие-либо другие дополнительные конструкции перед фасадом дольмена не сохранились.
Из-за проблем с рекой и недостатком финансирования работы археологов начались не сразу, а через год. Возвратившись в июле 2008 года, археологи экспедиции Виктора Трифонова, в которую входили археологи Института истории материальной культуры РАН, Санкт-Петербургского Университета и Эрмитажа, ограничили доступ воды к памятнику, для чего с помощью бульдозера, предоставленного Дамиром Мафагелом, проложили новое русло реки. Затем археологи расчистили постройку: пространство погребальной камеры дольмена было заполнено галькой и обломочником, а над камерой образовалась воронка просада, заполненная суглинком, причем эти слои накапливались тысячелетиями.
Было произведено детальное исследование стратиграфии 3-метровых напластований, перекрывающих дольмен и окружающую его насыпь, для чего был расчищен участок берегового склона протяженностью ок. 7 м. Общая площадь зачистки — ок. 20 м². В этом сезоне археологи полностью исследовали содержимое камеры дольмена, которая оказалась наполненной человеческими останками (см. ниже).
К концу археологического сезона было принято решение вывезти дольмен с первоначального местоположения из-за угрозы его разрушения водами реки Колихо. Кроме того, дольмен «построен из тонких, склонных к разрушению плит песчаника, его сохранность можно обеспечить только в условиях музейного хранилища с искусственным климат-контролем». Сама спасательная операция является уникальной. Осенью 2008 года плиты дольмена были подняты (кроме плит пола) и перевезены на земельный участок Мафагела.
Дольмен был вывезен из региона и передан Историческому музею в 2009 году, после чего началась его реставрация. Открыт для обозрения в зале с 2012 года, вместе с новой экспозицией в зале под названием «Эпоха бронзы» (зал № 4: «Бронзовый век Евразии. Конец V—II тыс. до н. э.»).
От полного разрушения во время сезонных паводков дольмен был спасен благодаря общим усилиям петербургских археологов, жителей села Агуй-Шапсуг, сотрудников Краснодарского управления по охране, реставрации и эксплуатации историко-культурных ценностей, Росохранкультуры и Исторического музея Москвы (в особенности завотделом археологических памятников ГИМа Натальи Шишлиной).

## Описание

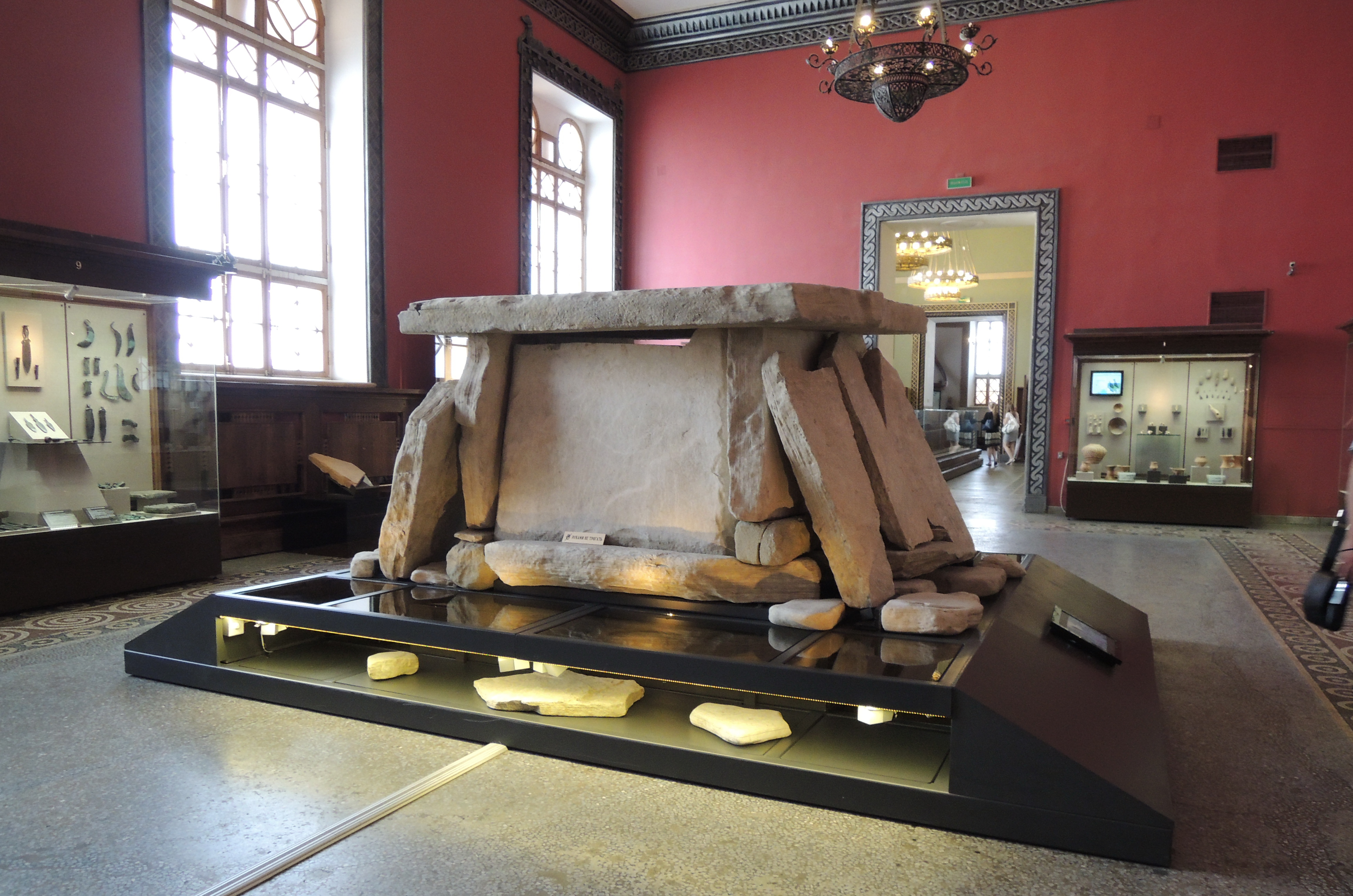
Задняя сторона

Судя по составу и характеру залегания основных стратиграфических слоев отложений над дольменом, археологи предполагают, что первоначально он располагался на значительной и безопасной при сезонных паводках высоте относительно уровня реки. В период строительства дольмена уровень реки мог находиться приблизительно на 5 м ниже современного. Однако со временем уровень реки поднялся, и одновременно с этим началось движение верхних склоновых отложений. Мощный слой гальки и обломочника перекрыл дольмен, при этом разрушив плиту перекрытия и верхнюю часть фасадной плиты.
Дольмен представляет собой четырёхугольное сооружение из относительно тонких плит песчаника, обработанных бронзовыми орудиями (отверстие могло быть выполнено бронзовыми) и подогнанных друг к другу с помощью пазов. Стены подпирались дополнительными камнями. Строительный материал относится к местной разновидности тонкопластового, относительно мягкого, легко разрушающегося песчаника. Размеры дольмена: по основанию около 240 см х 200 см, высота около 120 см. Общий вес составляет около семи тонн.
Дольмен пострадал: полностью отсутствовали крыша и верхняя часть трапециевидной фронтальной плиты. Существующая сейчас крыша воссоздана реставраторами по образцу сходных дольменов, с такими же пазами, как в нижней плите сооружения. Круглое отверстие на фасаде дольмена размером около 43 см (ныне повреждено) закрывалось каменной пробкой, это был единственный вход внутрь.
Для экспонирования в ГИМе был сооружен специальный постамент, распределяющий вес постройки, и укреплены полы. В экспозиции также представлены 25 подлинных валунов, которыми для прочности был обложен дольмен снаружи.

### Погребения
Уникальность дольмена «Колихо» также в том, что это на сегодняшний день это один из немногих аналогичных памятников, который остался неразграбленным, ещё в древности оказавшись скрытым от посторонних глаз. По словам Трифонова, «в истории кавказской археологии — это первый дольмен, в котором удалось проследить детали самобытного погребального обряда», впервые были найдены непотревоженные останки людей, погребенных во времена строительства дольменов. «За долгие годы исследований впервые представился случай детально изучить особенности погребального обряда в дольменах, понять связь между обрядом и дольменной архитектурой, выяснить для чего строились дольмены».
Как показали исследования, на протяжении примерно 500 лет, в период между 1800 и 1300 годами до н. э. дольмен использовался древними людьми как склеп-гробница. В нём были обнаружены, в несколько ярусов по всей площади, останки 72 человек: мужчин, женщин и детей, связанных узами родства. Таким образом, гробница использовалась на протяжении 20 поколений. Все они были крепкими и здоровыми: в захоронении не было младенцев и стариков. Тела запихивали внутрь через отверстие, бесцеремонно отодвигая предыдущие тела внутрь. Судя по всему, это были уже заранее мумифицированные естественным путем тела (возможно, путем подвешивания на деревьях).
«Глазница одного из черепов была замазана красной охрой. Студенты-археологи прозвали его Терминатором в честь киноперсонажа со светящимся глазом, а Виктор Трифонов считает находку доказательством, что тела погружали в дольмен уже без мягких тканей».
Останки не стали экспонатами музея — по данным на 2012 год они находились в антропологической лаборатории.
Вместе с костями там были найдены немногочисленные предметы — несколько керамических горшков, бронзовый наконечник дротика и каменный диск с астральной символикой. Погребального сопроводительного инвентаря здесь мало, так как погребение в дольмене было не первым этапом похорон.

### Астролябия из Колихо
Отдельно любопытен каменный диск диаметром 27 см, толщиной около 8 мм с выступом, длиной около 3 см.
Он имеет мелкие изображения, напоминающие звёздочки и полумесяц. Впоследствии в фотолаборатории Эрмитажа учёные заметили дополнительные углубления, похожие на деления шкалы измерительного прибора. «На основе всех изображений и формы предмета было выдвинуто предположение, что диск могли использовать для астрономических наблюдений и гаданий, а потому назвали его „астролябией из Колихо“».